# Bradfield Motors
Bradfield Motors Inc. war ein US-amerikanischer Hersteller von Automobilen.

## Unternehmensgeschichte
H. D. Bradfield hatte bereits bei der Yellow Cab Manufacturing Company Erfahrungen im Automobilbau gesammelt. Er gründete das Unternehmen im Spätsommer 1928 in Chicago in Illinois. Er plante die Produktion von Taxis, Omnibussen und Lastkraftwagen. Lediglich Taxis kamen tatsächlich auf den Markt, entworfen von George Daubner, der vorher als Chefingenieur bei Yellow Cab tätig war. Sie wurden erstmals im Januar 1929 auf der New York Automobile Show präsentiert. Der Markenname lautete Bradfield. Die Produktion fand bei der Kissel Motor Car Company in Hartford in Wisconsin statt. Dieses Unternehmen geriet im September 1930 in die Insolvenz. Bradfield mietete ab November 1931 einen Teil des Kissel-Werks und stellte noch 60 Fahrzeuge fertig, für die Aufträge vorlagen. Damit endete die Produktion.

## Fahrzeuge
Die Fahrzeuge hatten Sechszylindermotoren, was ungewöhnlich war, weil viele andere Taxis nur Vierzylindermotoren hatten. Die Motorleistung ist nicht überliefert. Aufbauten waren Limousinen.
Von 1929 bis 1930 gab es zwei Modelle. Das Model 57-C hatte ein Fahrgestell mit 297 cm Radstand. Das etwas größere Model 67-B hatte 318 cm Radstand.
1931 gab es nur das Model 57-C, das dem bisherigen Model 57-B entsprach.

## Modellübersicht
| Jahr      | Modell     | Zylinder | Radstand (cm) | Aufbau     |
| --------- | ---------- | -------- | ------------- | ---------- |
| 1929–1930 | Model 57-B | 6        | 297           | Sedan Taxi |
| 1929–1930 | Model 67-B | 6        | 318           | Sedan Taxi |
| 1931      | Model 57-C | 6        | 297           | Sedan Taxi |